# جاكي ميتشيل (لاعب كرة قاعدة)
جاكي ميتشيل (بالإنجليزية: Jackie Mitchell) (و. 1912 – 1987 م) هي لاعبة كرة قاعدة أمريكية، ولدت في تشاتانوغا، بدأت مشوارها المهني سنة 28 مارس 1931، مركز لعبها هو مرسل الكرة، توفيت في فورت أغليثورب، عن عمر يناهز 75 عاماً.